# رزی (لاشار)
رزی، روستایی در دهستان لاشار شمالی بخش مرکزی شهرستان لاشار در استان سیستان و بلوچستان ایران است.

## جمعیت
بر پایه سرشماری عمومی نفوس و مسکن در سال ۱۳۹۵، جمعیت این روستا برابر با ۱۴۱ نفر (۳۸ خانوار) بوده‌است.